# Kristina Wayborn
Kristina Wayborn, nome artístico de Britt-Inger Johansson, (Nybro, 24 de setembro de 1950) é uma atriz sueca.
Atleta na adolescência, Miss Suécia 1970 e semifinalista do concurso Miss Universo do mesmo ano, Kristina foi piloto de corridas e designer de moda antes de entrar na carreira artística.  Seu primeiro trabalho como atriz de destaque foi em 1980, com trinta anos, num filme para a tv no papel de Greta Garbo. Mas ficou mesmo internacionalmente conhecida foi como a bond girl Magda, em 007 contra Octopussy, de 1983.
Depois da projeção internacional com o filme, ela trabalhou nos Estados Unidos em várias séries de tv como The Love Boat, MacGyver, Dallas, That 70's Show e SOS Malibu, entre outros.

## Filmografia
- Victory at Entebbe (1976) (TV) como Claudine
- The Silent Lovers (1980) (TV) como Greta Garbo
- Octopussy (1983) como Magda
- Hostage Flight (1985) (TV) como Ilsa Beck
- The Love Boat (2 episódios, 1982 and 1986) como Anna Petrovska / Monique Ellis
- Airwolf (1 episódio 1986 "The Girl Who Fell From the Sky") como Dawn Harrison
- MacGyver (1 episódio, 1986) como Sara Ashford
- General Hospital (1963) TV series (56 episódios, 1987) como Dr. Greta Ingstrom
- Designing Women (1 episódio, 1991) como Gail
- Dangerous Curves (1 episódio, 1992) como Norma Desmond
- Little Ghost (1997) como Christine
- Baywatch (2 episódios, 1993 and 1999) como Lena / Lila Franks
- That '70s Show (1 episódio, 2000) como Honor
- Forbidden Warrior (2004) como Sorceress
- The Prometheus Project (2010) como mãe de Elizabeth